# (35233) Krčín
(35233) Krčín est un astéroïde de la ceinture principale.

## Description
(35233) Krcin est un astéroïde de la ceinture principale. Il fut découvert le 26 mai 1995 à l'Observatoire Kleť par Jana Tichá et Miloš Tichý. Il présente une orbite caractérisée par un demi-grand axe de 2,52 UA, une excentricité de 0,20 et une inclinaison de 2,0° par rapport à l'écliptique.

## Compléments